# Fida'i
Fidāiyy (« Guerrier ») est l'hymne national de l'État de Palestine proclamé en 1988 par l'Organisation de libération de la Palestine (OLP), en accord avec l'article 31 de la Charte de l'OLP.

## Histoire
L'hymne est adopté par l'Organisation de libération de la Palestine en 1972. Il est composé par le compositeur égyptien Ali Ismael et ses paroles sont écrites par le poète palestinien Said Al Muzayin. Il a remplacé Mawṭinī, l'hymne de facto pour plusieurs années ainsi que l'hymne national actuel de l'Irak. Mawṭinī reste toujours un hymne populaire chez les Palestiniens.
Le titre Fidāiyy est la forme singulière du mot arabe fedayin, qui désigne des insurgés qui s'opposent à Israël. Le mot signifie « celui qui se sacrifie pour quelque chose ou quelqu'un », et peut aussi signifier « martyr ».

## Paroles
| Texte en arabe, | Traduction en français | |
| --- | --- | --- |
| \| Arabe \| Latin arabe \| Transcription API d'arabe \| \| ---------------------------------------------------------------------------------------------------------------------------------------------------------------------------------------------------------------------------------------------------------------------------------------------------------------------------------------------------------------------------------------------------------------------------------------------- \| ------------------------------------------------------------------------------------------------------------------------------------------------------------------------------------------------------------------------------------------------------------------------------------------------------------------------------------------------------------------------------------------------------------------------------------------------------------------------------------------------------------------------------------------------------------------------------------------------------- \| ------------------------------------------------------------------------------------------------------------------------------------------------------------------------------------------------------------------------------------------------------------------------------------------------------------------------------------------------------------------------------------------------------------------------------------------------------------------------------------------------------------------------------------------------------------------------------------------------------------------------------------------------------------------------------------------------------------------------------------------------------------------------------------------------------------------------------------- \| \| :كورال 𝄆 فِدَائِي فِدَائِي فِدَائِي يَا أَرْضِي يَا أَرْض الجُدُود فِدَائِي فِدَائِي فِدَائِي يَا شَعْبِي يَا شَعْب الخُلُود 𝄇 بِعَزْمِي وَنَارِي وَبُرْكَانِ ثَأرِي وَأَشْوَاقِ دَمِي لِأَرْضِي وَدَارِي صَعَدْتُ الجِبَالَا وَخُضْتُ النِّضَالَا قَهَرْتُ المُحَالَا عَبَرْتُ الحُدُود كورال بِعَزْمِ الرِّيَاح وَنَارِ السِّلَاح وَإِصْرَارِ شَعْبِي بِأَرْض الكِفَاح (فِلَسْطِينُ دَارِي فِلَسْطِينُ نَارِي) فِلَسْطِينُ دَارِي ودرب انتصاري فِلَسْطِينُ ثَارِي وَأَرْضِ الصُّمُود كورال بِحَقِّ القَسَم تَحْتَ ظِلِّ العَلَم بِأَرْضِي وَشَعْبِي وَنَارِ الأَلَم سَأَحْيَا فِدَائِي وَأَمْضِي فِدَائِي وَأَقْضِي فِدَائِي إِلَى أَن تَعُود كورال !فِدَائِي \| Kūrāl: 𝄆 Fidāiyy Fidāiyy Fidāiyy Yā arḍī yā arḍ al-judūd Fidāiyy Fidāiyy Fidāiyy Yā shaʻbī yā shaʻb al-khulūd 𝄇 Biʻazmī wa-nārī wa-burkāni thạrī Wa-ashwāqi damī lil-arḍī wa-dārī 𝄆 Ṣaʻadtu al-jibālā wa-khuḍtu an-niḍālā Qahartu al-muḥālā ʻabartu al-ḥudūd 𝄇 Kūrāl Biʻazmi ar-riyāḥ wa-nāri as-silāḥ Wa-iṣrāri shaʻbī biarḍ al-kifāḥ (Filasṭīnu dārī Filasṭīnu nārī) 𝄆 Filasṭīnu dārī wa-darbu intṣārī Filasṭynu thârī wa-arḍi aṣ-ṣumwd 𝄇 Kūrāl Biḥaqqi al-qasam taḥta ẓilli al-ʻalam Biarḍī wa-shaʻbī wa-nārī al-alam 𝄆 Saaḥyā fidāiyy wa-amḍī fidāiyy Wa-aqḍī fidāiyy ilā an taʻūd 𝄇 Kūrāl Fidāiyy! \| [kuː.rɑːl] 𝄆 [fi.dæː.ʔi fi.dæː.ʔi fi.dæː.ʔi] [jæː ɑr.diː jæː ɑr.dˤɑ‿l.ʒʊ.duːd] [fi.dæː.ʔi fi.dæː.ʔi fi.dæː.ʔi] [jæː ʃɑʕ.biː jæː ʃɑʕb æl.χʊ.luːd] 𝄇 [bɪ.ʕɑz.miː wɑ nɑː.riː wɑ bʊr.kæː.ni θɑʔ.riː] [wɑ.ʔæʃ.wɑː.qi dæ.miː lɪ.ʔɑr.dˤiː wɑ dɑː.riː] 𝄆 [sˤɑ.ʕɑd.tʊ‿l.ʒi.bæː.læː wɑ χʊdˤ.tʊ‿n.nɪ.dˤɑː.læː] [qɑ.hɑr.tʊ‿l.mʊ.ħæː.læː ʕɑ.bɑr.tʊ‿l.ħʊ.duːd] 𝄇 [kuː.rɑːl] [bɪ.ʕɑz.mɪ‿r.rɪ.jæː.ħi wɑ nɑː.rɪ‿s.si.læː.ħi] [wɑ ʔɪsˤ.rɑː.ri ʃɑʕ.bi bi.ʔɑrdˤ ɪl.ki.fæː.ħi] ([fɪ.lɪs.tˤiː.nʊ dæː.riː fɪ.lɪs.tˤiː.nʊ nɑː.riː]) 𝄆 [fɪ.lɪs.tˤiː.nʊ dæː.riː wɑ dɑr.bʊ‿n.tɪ.sˤɑː.ri] [fɪ.lɪs.tˤiː.nʊ θæː.riː wɑ ɑr.dˤʊ‿sˤ.sˤʊ.muːd] 𝄇 [kuː.rɑːl] [bɪ.ħɑq.qɪ‿l.qɑ.sæm tɑħ.tɑ ðˤɪl.lɪ‿l.ʕɑ.læm] [bɪ.ʔɑr.dˤi wɑ ʃɑʕ.biː wɑ nɑː.rɪː‿l.ʔæ.læm] 𝄆 [sæ.ʔɑħ.jæː fi.dæː.ʔi wɑ ʔɑm.dˤiː fi.dæː.ʔi] [wɑ ʔɑq.dˤiː fi.dæː.ʔi ʔi.læː ʔæn tɑ.ʕʊːd] 𝄇 [kuː.rɑːl] [fi.dæː.ʔi] \| | Refrain : 𝄆 Guerrier, guerrier, guerrier Ô ma terre, la terre de mes aïeux Guerrier, guerrier, guerrier Ô mon peuple, peuple d'éternité 𝄇 Avec ma détermination, mon feu et le volcan de mon retour Avec la nostalgie dans mon sang pour ma terre et mon foyer 𝄆 J'ai gravi les montagnes, j'ai milité J'ai conquis l'impossible, et franchi les frontières 𝄇 Refrain Avec la résolution des vents et le feu des armes 𝄆 Et la détermination de ma nation dans la terre de la lutte (Palestine mon foyer, Palestine mon feu,) Palestine mon foyer, le chemin de mon triomphe, Palestine ma revanche, terre de l'endurance 𝄇 Refrain Par le serment à l'ombre du drapeau Par ma terre et nation, et le feu de la douleur 𝄆 Je vivrai un guerrier, endurerai un guerrier, et finirai un guerrier jusqu'à la restitution de mon pays 𝄇 Refrain Guerrier ! | |
| Arabe | Latin arabe | Transcription API d'arabe |
| :كورال 𝄆 فِدَائِي فِدَائِي فِدَائِي يَا أَرْضِي يَا أَرْض الجُدُود فِدَائِي فِدَائِي فِدَائِي يَا شَعْبِي يَا شَعْب الخُلُود 𝄇 بِعَزْمِي وَنَارِي وَبُرْكَانِ ثَأرِي وَأَشْوَاقِ دَمِي لِأَرْضِي وَدَارِي صَعَدْتُ الجِبَالَا وَخُضْتُ النِّضَالَا قَهَرْتُ المُحَالَا عَبَرْتُ الحُدُود كورال بِعَزْمِ الرِّيَاح وَنَارِ السِّلَاح وَإِصْرَارِ شَعْبِي بِأَرْض الكِفَاح (فِلَسْطِينُ دَارِي فِلَسْطِينُ نَارِي) فِلَسْطِينُ دَارِي ودرب انتصاري فِلَسْطِينُ ثَارِي وَأَرْضِ الصُّمُود كورال بِحَقِّ القَسَم تَحْتَ ظِلِّ العَلَم بِأَرْضِي وَشَعْبِي وَنَارِ الأَلَم سَأَحْيَا فِدَائِي وَأَمْضِي فِدَائِي وَأَقْضِي فِدَائِي إِلَى أَن تَعُود كورال !فِدَائِي | Kūrāl: 𝄆 Fidāiyy Fidāiyy Fidāiyy Yā arḍī yā arḍ al-judūd Fidāiyy Fidāiyy Fidāiyy Yā shaʻbī yā shaʻb al-khulūd 𝄇 Biʻazmī wa-nārī wa-burkāni thạrī Wa-ashwāqi damī lil-arḍī wa-dārī 𝄆 Ṣaʻadtu al-jibālā wa-khuḍtu an-niḍālā Qahartu al-muḥālā ʻabartu al-ḥudūd 𝄇 Kūrāl Biʻazmi ar-riyāḥ wa-nāri as-silāḥ Wa-iṣrāri shaʻbī biarḍ al-kifāḥ (Filasṭīnu dārī Filasṭīnu nārī) 𝄆 Filasṭīnu dārī wa-darbu intṣārī Filasṭynu thârī wa-arḍi aṣ-ṣumwd 𝄇 Kūrāl Biḥaqqi al-qasam taḥta ẓilli al-ʻalam Biarḍī wa-shaʻbī wa-nārī al-alam 𝄆 Saaḥyā fidāiyy wa-amḍī fidāiyy Wa-aqḍī fidāiyy ilā an taʻūd 𝄇 Kūrāl Fidāiyy! | [kuː.rɑːl] 𝄆 [fi.dæː.ʔi fi.dæː.ʔi fi.dæː.ʔi] [jæː ɑr.diː jæː ɑr.dˤɑ‿l.ʒʊ.duːd] [fi.dæː.ʔi fi.dæː.ʔi fi.dæː.ʔi] [jæː ʃɑʕ.biː jæː ʃɑʕb æl.χʊ.luːd] 𝄇 [bɪ.ʕɑz.miː wɑ nɑː.riː wɑ bʊr.kæː.ni θɑʔ.riː] [wɑ.ʔæʃ.wɑː.qi dæ.miː lɪ.ʔɑr.dˤiː wɑ dɑː.riː] 𝄆 [sˤɑ.ʕɑd.tʊ‿l.ʒi.bæː.læː wɑ χʊdˤ.tʊ‿n.nɪ.dˤɑː.læː] [qɑ.hɑr.tʊ‿l.mʊ.ħæː.læː ʕɑ.bɑr.tʊ‿l.ħʊ.duːd] 𝄇 [kuː.rɑːl] [bɪ.ʕɑz.mɪ‿r.rɪ.jæː.ħi wɑ nɑː.rɪ‿s.si.læː.ħi] [wɑ ʔɪsˤ.rɑː.ri ʃɑʕ.bi bi.ʔɑrdˤ ɪl.ki.fæː.ħi] ([fɪ.lɪs.tˤiː.nʊ dæː.riː fɪ.lɪs.tˤiː.nʊ nɑː.riː]) 𝄆 [fɪ.lɪs.tˤiː.nʊ dæː.riː wɑ dɑr.bʊ‿n.tɪ.sˤɑː.ri] [fɪ.lɪs.tˤiː.nʊ θæː.riː wɑ ɑr.dˤʊ‿sˤ.sˤʊ.muːd] 𝄇 [kuː.rɑːl] [bɪ.ħɑq.qɪ‿l.qɑ.sæm tɑħ.tɑ ðˤɪl.lɪ‿l.ʕɑ.læm] [bɪ.ʔɑr.dˤi wɑ ʃɑʕ.biː wɑ nɑː.rɪː‿l.ʔæ.læm] 𝄆 [sæ.ʔɑħ.jæː fi.dæː.ʔi wɑ ʔɑm.dˤiː fi.dæː.ʔi] [wɑ ʔɑq.dˤiː fi.dæː.ʔi ʔi.læː ʔæn tɑ.ʕʊːd] 𝄇 [kuː.rɑːl] [fi.dæː.ʔi] |

## Exécution
Cet hymne est joué au début des concerts donnés par l'Orchestre national de Palestine.